# عدد هرمي

عدد هرمي هو عدد شكلي يمثل شكل هرم بقاعدة مضلعة لها عدد أضلاع معين.
هناك عدة أشكال للعدد الهرمي بحسب عدد أضلاع قاعدة الهرم:
لكل عدد k≥3 و n≥1 حيث k عدد أضلاع قاعدة الهرم و n هو عدد طبقات الهرم فإن العدد الهرمي p يساوي :  {\displaystyle p={\frac {n(n+1)}{2}}{\frac {n(k-2)-(k-5)}{3}}}
على سبيل المثال :
- عدد هرمي ثلاثي
- عدد هرمي خماسي
- عدد هرمي سداسي
- عدد هرمي سباعي